# Крікову-Дулче
Крікову-Дулче (рум. Cricovu Dulce) — село у повіті Димбовіца в Румунії. Входить до складу комуни Єдера.
Село розташоване на відстані 74 км на північний захід від Бухареста, 17 км на північний схід від Тирговіште, 70 км на південь від Брашова.

## Населення
За даними перепису населення 2002 року у селі проживали 406 осіб, усі — румуни. Усі жителі села рідною мовою назвали румунську.